# Parkia pendula

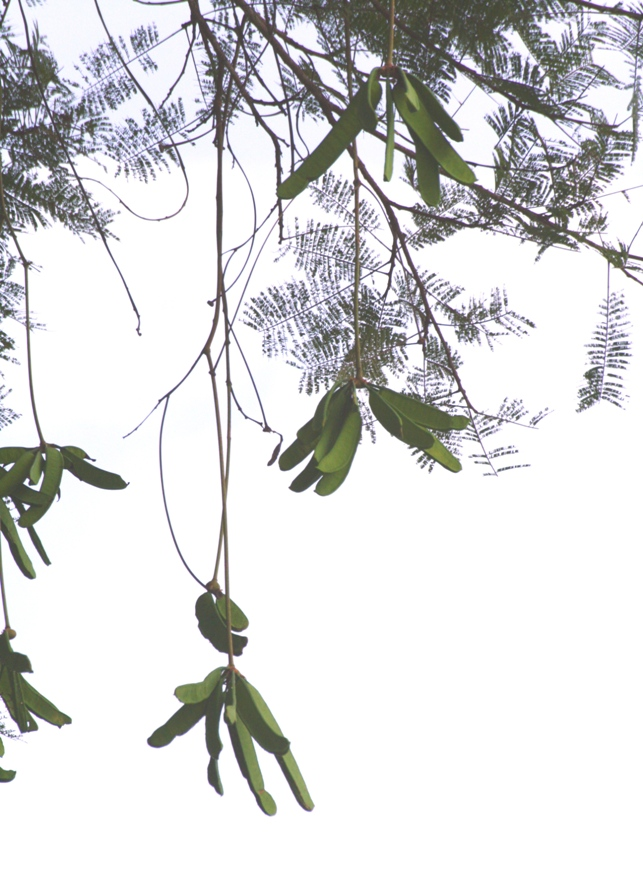

A Parkia pendula (Will.) Benth. Ex Walp. (Angelim-saia), pertencente à família Fabaceae, subfamília Mimosoideae, conhecida popularmente no norte do Brasil como angico, ou faveira de chorão, como fava de bolota. Ocorre nos estados do Acre, Amazonas, Bahia, Ceará, Espírito Santo, Mato Grosso, Pará, Pernambuco, Rondônia e Sergipe.
É uma espécie caracterizada como secundária, apresentando dispersão irregular e descontínua, ocorrendo tanto no interior da floresta primária como na vegetação secundária e em diferentes tipos de solo, especialmente nos bem drenados.

## Descrição
É uma árvore de grande porte, de 20 a 50m de altura, inconfundível pelo aspecto tabular de sua copa. O indivíduo adulto pode chegar até 60 m de altura e 1,5 m de diâmetro a altura do peito (medido a 1,3 m do solo).
Possui a copa aberta e ampla, com troncos cilíndrico, retilíneo, dotados de sapopemas (cada uma das raízes que formam divisões tabulares em torno da base do tronco de certas árvores); as folhas são compostas; a inflorescência é do tipo capitular, com flores vermelho-escuras; o fruto ficam pendurados por longos pedúnculos e são do tipo legume lenhoso achatado, deiscente, exsudando, quando maduros, uma resina viscosa; as sementes são, arredondadas, pequenas e compridas.
Tem crescimento relativamente rápido e pertence ao grupo de espécies intolerantes à sombra, apresentando elevadas taxas de sobrevivência (80 a 94%) em clareiras, característica importante para recuperação de áreas degradadas.

## Usos
A árvore é muito ornamental, principalmente pelo aspecto curioso das inflorescências, com possibilidades de emprego em paisagismo, principalmente na arborização de praças públicas, parques e grandes avenidas.
A espécie possui potencial madeireiro, sendo utilizados na construção civil, para construção de embarcações, móveis, tábuas entre outros, importante na recuperação de áreas degradadas, principalmente por seu rápido crescimento.